# Машгад-е Мікан (дегестан)
Машгад-е Мікан (перс. مشهدميقان) — дегестан в Ірані, в Центральному бахші, в шагрестані Ерак остану Марказі. За даними перепису 2006 року, його населення становило 8830 осіб, які проживали у складі 2527 сімей.

## Населені пункти
До складу дегестану входять такі населені пункти:
- Азад-Марзабад
- Асарван
- Вазірабад
- Ґав-Хане
- Горрабад
- Деглак
- Ебрагімабад
- Ейбакабад
- Індустріальне містечко Ейбакабад
- Камальабад-е Бала
- Камальабад-е Паїн
- Куг-Маль
- Мазрае-є Пезешкі
- Марадабад
- Масенабад
- Машгад-е Мікан
- Машгад-оль-Кубе
- Мейкан
- Мічан
- Мобарракабад
- Могаммадіє
- Мослегабад
- Мошкан
- Навазен
- Рагзан
- Сусанабад
- Тарамазд
- Фатгабад
- Центр фруктів та овочів